# Ivan Ljachov
Ivan Ljachov, in russo Иван Ляхов? (... – 1800 circa), è stato un mercante ed esploratore russo, che ha condotto delle ricerche nelle isole della Nuova Siberia.

## Biografia
Ljachov iniziò le sue esplorazioni nella primavera del 1770 avventurandosi sul ghiaccio su slitte trainate da cani, al fine di esplorare le isole al largo della costa della Siberia settentrionale di cui avevano riportato notizie i cosacchi Jakov Permjakov e Merkurij Vagin nel 1710. Il suo scopo era prettamente commerciale e sperava di trovare sulle isole avorio di mammut. La sua teoria era che le isole da lui esplorate, e che sono state poi chiamate isole di Ljachov, e anche quelle che aveva avvistato in lontananza ma non era stato in grado di esplorare, fossero essenzialmente formate da un substrato di ossa e zanne di mammut.
Ljachov intraprese un'altra avventura esplorativa verso le nuove isole siberiane nel 1773-1774. Visitò nuovamente le isole Bol'šoj Ljachovskij e Malyj Ljachovskij, attraversò lo stretto di Sannikov e scoprì l'isola Kotel'nyj del gruppo delle Anžu.
Come parte della sua ultima spedizione intrapresa nel 1775 ha lasciato una mappa dettagliata di Bol'šoj Ljachovskij.

## Luoghi a lui dedicati
- Isole di Ljachov (Ляховские острова), il gruppo più meridionale delle isole della Nuova Siberia, tra il mare di Laptev e il mare della Siberia orientale.